# Sülzfeld
Sülzfeld település Németországban, azon belül Türingiában. Lakosainak száma 812 fő (2023. december 31.).

## Népesség
A település népességének változása:
| Lakosok száma | 875  | 847  | 837  | 828  | 837  | 812  |
|               | 2010 | 2017 | 2019 | 2021 | 2022 | 2023 |